# Jing (programari)
Jing és un programa de captura de pantalla en vídeo llançat al mercat el 2007 com a Jing Project per l'empresa TechSmith Corporation. Aquest programari captura una imatge o un vídeo de la pantalla de l'usuari i ho carrega a la web, a un servidor FTP, a l'ordinador o al portaretalls. Si es puja a la web, el programari crea automàticament un URL de la imatge i pot ser compartida amb tercers. Jing és compatible amb Macintosh i Microsoft Windows.
Els usuaris han de crear un compte abans de poder utilitzar el programari, que s'ha d'instal·lar a l'ordinador. El seu format senzill i la possibilitat de pujar captures a l'instant han fet que Jing sigui útil en referències de biblioteques virtuals. A més, permet emmagatzemar fins a 2 Gb al núvol, de manera que podem desar-hi les animacions generades amb Jing.
El Jing té una versió professional de pagament, anomenada Snagit, que ofereix més prestacions i possibilitats.